# Totus tuus Poloniae populus
«Все Твои люди в Польше» (лат. Totus Tuus Poloniae populus) — булла папы римского Иоанна Павла II, выпущенная 25 марта 1992 г. Впервые с 1945 г. значительно реорганизовала административное устройство католической церкви в Польше. Новое административное устройство окончательно вступило в силу в 2004 году после издания ряда уточняющих булл.
Согласно главному принципу реорганизации («ради сближения епископов и верующих»), были уменьшены размеры архиепархий и епархий, созданы новые. 8 епархий были подняты в ранг архиепархий. Разделены гнезненское и варшавское архиепископство, которые до тех пор были связаны личной унией. Также был обновлён состав польского епископата: назначено 10 архиепископов, 7 епископов, 11 ординариев и 11 ауксилиариев, набранных из других епархий.

## Административное деление католической церкви в Польше, утверждённое в 1992 году

### Новые диоцезы
1. Епархия Бельско-Живеца
2. Епархия Эльблонга
3. Епархия Элка
4. Епархия Гливице
5. Епархия Калиша
6. Епархия Легницы
7. Епархия Ловича
8. Епархия Пельплина
9. Епархия Радома
10. Епархия Жешува
11. Епархия Сосновеца
12. Епархия Торуня
13. Епархия Варшавы-Праги
14. Епархия Замосць-Любачева

В результате — 41 административная единица в составе церкви Польши. В 2004 также были образованы епархия Быдгоща и Свидницы, а в Лодзи установлена митрополия, в состав которой вошли архиепархия Лодзи и епархия Ловича.